# Glosas Emilianenses
|  | No s'ha de confondre amb Nota Emilianense. |

Les Glosas Emilianenses són més de mil petites anotacions manuscrites fetes en diverses llengües —llatí, romanç i èuscar—, entre línies o en els marges d'alguns passatges del còdex llatí Aemilianensis 60; segons els diversos estudiosos que les han investigades, es poden datar entre finals del segle x i finals del segle xi.
La seva importància va ser advertida per Manuel Gomez Moreno el 1911, quan va transcriure totes les glosses i va enviar-les a Ramón Menéndez Pidal.
La intenció del monjo copista era probablement la d'aclarir el significat d'alguns passatges del text llatí.
Tradicionalment, es considera el text en castellà més antic, la qual cosa va dur a considerar San Millán de la Cogolla, i La Rioja en general, el bressol del castellà. Tanmateix, l'adscripció de les gloses com de llengua castellana és controvertida i, en general, els filòlegs consideren que en realitat pertanyen al romanç navarroaragonès.
També són el text no epigràfic més antic en llengua basca, tot i que la traducció dels passatges a l'èuscar actual no és gaire segura.

## Exemple d'una glosa en romanç
Cono aiutorio de nuestro
dueno dueno Christo, dueno
salbatore, qual dueno
get ena honore et qual
duenno tienet ela
mandatione cono
patre cono spiritu sancto
enos sieculos delo siecu
los. Facanos Deus Omnipotes
tal serbitio fere ke
denante ela sua face
gaudioso segamus. Amen.

## Glosses en èuscar
- jzioqui dugu ("hem encès", "ens alegrem"?)
- guec ajutuezdugu ("nosaltres no ens aboquem", "no tenim adient"?)